# 청춘 블라썸
청춘 블라썸은 매주 토요일마다 네이버 웹툰에서 연재 중인 웹툰이다.